# Sais-tu ce que Staline faisait aux femmes ?
Pour plus de détails, voir Fiche technique et Distribution.
Sais-tu ce que Staline faisait aux femmes ? (Sai cosa faceva Stalin alle donne?) est une comédie à l'italienne réalisée par Maurizio Liverani et sortie en 1969.

## Synopsis
Aldo et Benedetto sont deux amis qui, après avoir fait partie de la Résistance pendant la Seconde Guerre mondiale, arrivent à Rome où ils parviennent à se mettre sous la protection d'un important homme politique de gauche. Tous deux se déclarent communistes, mais se comportent différemment : alors qu'Aldo est véritablement engagé dans une activité politique, Benedetto n'est qu'un snob qui poursuit des fins esthétiques.
En effet, Benedetto, convaincu qu'il ressemble à Staline, commence à se comporter et à s'habiller comme le leader soviétique ; cependant, après le tournant de 1956, le mythe de l'homme d'acier va entrer en crise et le jeune homme aura du mal à trouver de nouvelles idoles, étant donné que les successeurs de Staline au Kremlin ont un esprit trop bourgeois et pas assez martial d'aspect. À terme, il se mettra à idolâtrer le Vietnamien Hô Chi Minh.

## Fiche technique
Sauf indication contraire, les informations mentionnées dans cette section peuvent être confirmées par la base de données cinématographiques IMDb,  présente dans la section « Liens externes ».
- Titre en français : Sais-tu ce que Staline faisait aux femmes ?[1]
- Titre original italien : Sai cosa faceva Stalin alle donne?[2]
- Réalisation : Maurizio Liverani
- Scenario :	Maurizio Liverani, Benedetto Benedetti
- Photographie :	Marcello Gatti
- Montage : Roberto Perpignani (it)
- Musique : Ennio Morricone
- Décors : Antonio Visone (it)
- Costumes : Franco Costa
- Trucages : Franco Schioppa
- Production : Enzo Doria
- Société de production : Doria Film
- Pays de production :  Italie
- Langue originale : Italien
- Format : Couleur par Eastmancolor - 1,78:1 - Son mono - 35 mm
- Durée : 85 min (1 h 25[2])
- Genre : Comédie à l'italienne, comédie satirique
- Dates de sortie :
  - Italie : 30 août 1969 (Mostra de Venise 1969) ; 12 septembre 1969 (sortie nationale)

## Distribution
- Helmut Berger : Aldo
- Benedetto Benedetti : Benedetto
- Margaret Lee : Margaret
- Silvia Monti : Mirta
- Solvejg D'Assunta (it) : Anna
- Piero Vida (it) : Le réalisateur
- Valeria Sabel : La maîtresse d'Aldo
- Cleofe Del Cile : Le mannequin d'Aldo
- Augusto Tiezzi
- Gianni Pulone
- Nando Murolo (it)
- Bruno Boschetti
- Sergio Leone

## Production
Le film a été tourné dans le Parco dei Mostri à Bomarzo (province de Viterbe) tandis que la scène finale du film se déroule à Viterbe avec la façade, l'escalier et la loggia du Palazzo dei Papi en arrière-plan. Parmi la distribution, la plus célèbre était probablement la Britannique Margaret Lee qui – ayant déjà été active depuis quelques années dans le cinéma de la péninsule – préférait jouer en italien et ne pas être doublée.

## Accueil
Le film, tourné peu après la fin des manifestations de 68 et en plein automne chaud (it), se veut une œuvre satirique pour ridiculiser le dogmatisme militant communiste. Cependant, il n'a pas le succès espéré : il n'a rapporté que 67 millions de lires et a négativement influencé la carrière du réalisateur, qui ne reviendra au grand écran que sept ans plus tard avec la comédie érotique Il solco di pesca.
Parlant des années plus tard du film, Ennio Morricone a déclaré qu'il avait enregistré la bande originale du « seul film de droite produit en Italie » ; en réalité le réalisateur Maurizio Liverani (neveu d'Augusto Liverani (it), ministre de la communication de la république de Salò), était lui-même membre du parti communiste italien.
D'après Florian Bézaud de DVDclassik, « Sans queue ni tête, même pas dadaïste, surréaliste par accident, Sais-tu ce que Staline faisait aux femmes ? n’aboutit à aucune proposition. Catastrophique et énervant, superficiel et incapable de trouver le ton juste, il sombre dans le n’importe quoi. Par bêtise et amateurisme »